# Nyers István
Nyers István (Freyming-Merlebach, Franciaország, 1924. március 25. – Szabadka, 2005. március 9.) magyar labdarúgó. Mindössze kétszer szerepelt a válogatottban, mégis a magyar labdarúgás egyik kiemelkedő alakja.

## Pályafutása
1924. március 25-én született a lotaringiai Freyming-Merlebach-ban, Franciaországban, egy emigráns ózdi magyar bányász családban. Testvére Nyers Ferenc szintén labdarúgó volt, többek között a Lazio-ban is játszott. Családjával később visszaköltöztek Budapestre, ő pedig 14 évesen került a III. Kerületi TVE csapatához, itt lett igazolt játékos. 
Első hivatalos mérkőzését a Szabadkai Vasutas AK-ban játszotta 17 évesen, ahova Takács Géza edző kérésére igazolt. Szabadkát 1941-ben csatolták vissza Magyarországhoz, pont amikor Nyers megérkezett; a csapatot a területrendezés miatt az újjászervezett magyar bajnokság másodosztályába, a Zrínyi-csoportba sorolták be. Remekül teljesített, amire a nagy csapatok is felfigyeltek. 1944-ben leigazolta a Ganz MÁVAG SE, itt együtt játszott Kubala Lászlóval. Az 1944-es – csak budapesti csapatokkal felállított – hadibajnokságban a kilencedik helyen végeztek, így még nagyobb klubok figyelmét keltette fel. Az utolsó fordulóban éppen a Puskás Ferenccel és Bozsik Józseffel fémjelezett Kispesti AC ellen játszott, és a következő idényt már itt is kezdte meg. Kispesten csak néhány hétig maradt, háromszor lépett pályára, innen szerződött az Újpesthez, ahol olyan kiváló csatártársakkal játszhatott, mint Suhai István, Várnai Lajos, Zsengellér Gyula, vagy éppen Szusza Ferenc. 
Az 1945-46-os szezonban 186 gólt szerzett az újpesti csatársor, Nyers is szinte minden mérkőzésen szerzett gólt, 20 meccsen 18 alkalommal volt eredményes. Az Újpesttel két bajnoki aranyat nyert.
Kiváló szereplése révén bekerült a háború utáni első osztrák-magyar mérkőzésen a B-válogatottba, ahol együtt játszott Deák Ferenccel és Hidegkuti Nándorral. A Bécsben megrendezett mérkőzésen 6-3-ra nyert a magyar csapat. Nyers két gólt lőtt, majd a másnapi visszavágón is kettőt szerzett. Legközelebb már az A-válogatottban játszott Gallowich Tibor irányítása alatt, és a románok ellen mutatkozott be a 18 esztendős Puskás Ferenc oldalán. A mérkőzést 7–2-re Magyarország nyerte, Nyers egy gólt szerzett. A következő válogatott meccsre szintén behívták, Ausztria ellen is lőtt gólt. Többé nem szerepelt a magyar válogatottban. 
Az Újpesttől távoznia kellett miután lopással vádolták, bár ezt soha sem bizonyították. A valódi ok a pénz és az akkori politika volt, ezt Nyers nem is cáfolta: "Szerettem a szabadságot. Magyarországon akkor az oroszok uralkodtak. Sohasem politizáltam, de az Újpest nem adta meg a pénzt, amit kértem. Én pedig futballozni akartam, szabadon." 1946-ban átszökött a határon, elmondása szerint "megbundáztam" a szovjet határőrt egy nercbundával. Néhány barátságos mérkőzésen pályára lépett Csehszlovákiában, az FK Viktoria Žižkov csapatában, aztán Helenio Herrera kérésére a francia Stade Français FC-be szerződött. 
Első szezonjában 24, míg a másodikban 23 gólt szerzett, így mindkétszer második lett a góllövőlistán. Ezek után beválogatták a Párizs-válogatottba, amely éppen a Gallowich Tibor által vezetett Budapest-válogatottal játszotta következő mérkőzését. A végeredmény 2–2 lett. Két évet játszott a párizsi csapatban, azután 1948-ban figyelt fel rá az olasz élvonalbeli Internazionale. Nyers később azt nyilatkozta, hogy két kiló aranyat kapott az aláírásáért. Már első szezonjában 26 gólt szerzett, amivel a Serie A gólkirálya lett. Hat éven át játszott Milánóban, első meccsén mesterhármast lőtt a Sampdoriának. Volt, hogy a milánói-derbin ő szerezte mindhárom gólt, és olyan is, hogy 5–5-ös állásnál ő szerezte a győztes hatodik gólt. 1950-ben 5 gólt lőtt a Barinak, abban a szezonban 30 találattal második lett a góllövőlistán. A következő szezonban szintén második lett 31 találattal. 1951-52-es bajnokságban 23 góllal harmadik lett. Az első öt idényében mindig ő volt a klub gólkirálya.
Az 1954-es világbajnokság előtt komolyan felvetődött, hogy visszatér a magyar-válogatottba, állítólag felvette a kapcsolatot az MLSZ-szel, az Inter azonban nem engedte el. Hat év alatt 182 meccsen lépett pályára a milánói csapat mezében és 133 gólt szerzett, máig a 20-szoros bajnok legeredményesebb külföldi góllövője, és a klub örökranglistájának hatodik helyezettje. Két bajnoki címet nyert (1953 és 1954). Mai napig az olasz bajnokság egyik legerősebb támadójának tartják. 1954-ben hagyta el az Intert, és a Servette FC-be igazolt, majd még ugyanabban az évben az AS Romába, ahol 2 évet húzott le, 54 mérkőzésen 20 gólt szerzett. Ezután játszott még a Terrassa FC-ben és a CD Sabadellben. 
1957-ben Kubala László kérésére néhány bemutató meccs erejéig játszott a Barcelona csapatában is. 1958 és '60 között az AC Lecco játékosa, majd még egy évet játszott a Marzotto Valdagnoban. 1961-ben vonult vissza.
Pályafutása befejezése után egy ideig Bolognában élt, megszerezte az edzői képesítést, de szívproblémái miatt sohasem edzősködött. 1980-ban pedig súlyosan beteg felesége kérésére Szabadkára, neje szülővárosába költöztek. Itt halt meg 2005. március 9-én, nem sokkal azután, hogy másodszorra is megnősült.

## Sikerei, díjai
- 2-szeres magyar labdarúgó-bajnok: 1945, 1945–46
- 2-szeres olasz labdarúgó-bajnok: 1952–53, 1953–54
- 1-szeres Serie A gólkirály: 1948–49

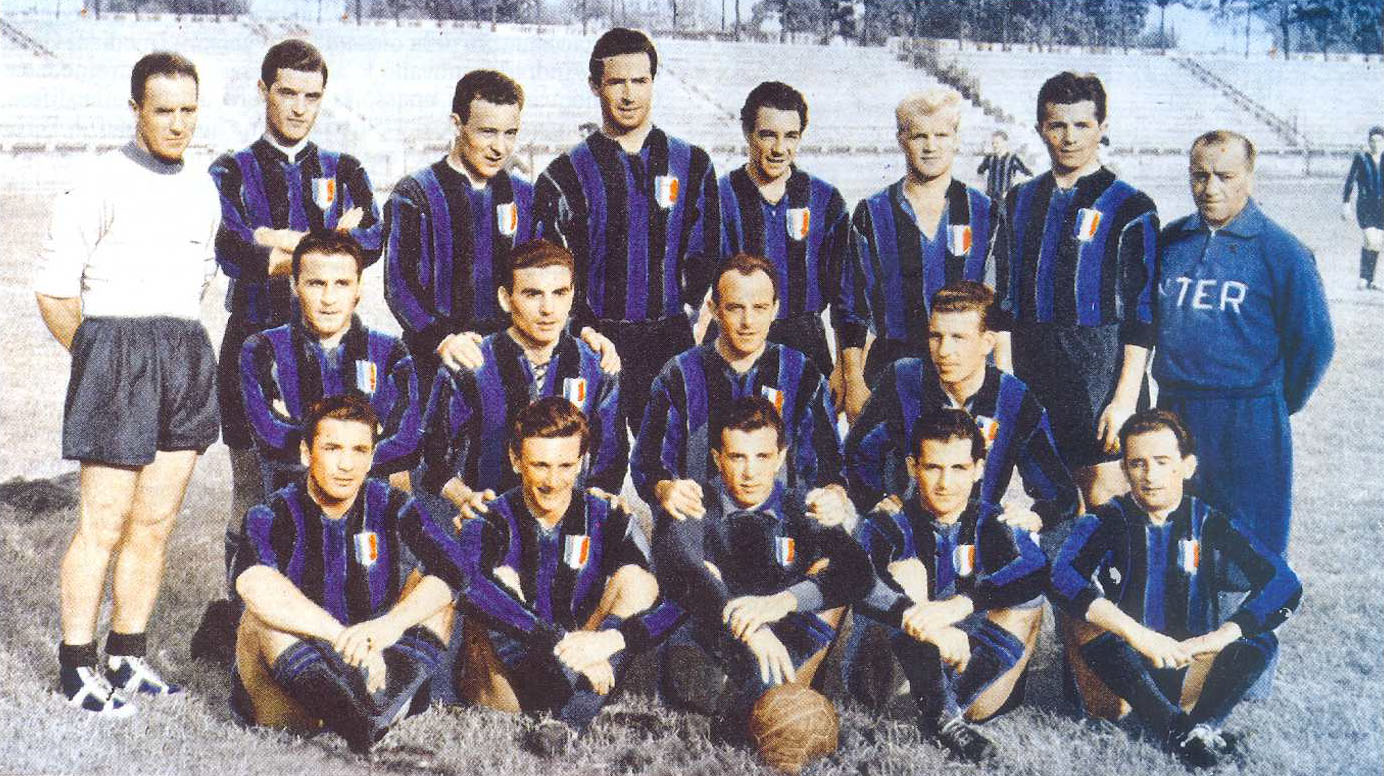
1952-53-as szezon, álló sor balról: Foni (edző), Armano, Broccini, Mazza, Lorenzi, Skoglund, Nyers és Tumela (masszőr); guggolók, Neri, Fattori, Giovannini és Nesti; ülők, Blason, Grava, Ghezzi, Giacomazzi és Padulazzi

## Statisztika

### Mérkőzései a válogatottban
| Magyarország | Magyarország         | Magyarország              | Magyarország | Magyarország | Magyarország | Magyarország | Magyarország | Magyarország |
| #            | Dátum                | Helyszín                  | Hazai        | Eredmény     | Vendég       | Kiírás       | Gólok        | Esemény      |
| ------------ | -------------------- | ------------------------- | ------------ | ------------ | ------------ | ------------ | ------------ | ------------ |
| 1.           | 1945. szeptember 30. | Budapest, Üllői úti pálya | Magyarország | 7 – 2        | Románia      | barátságos   | 1            | 39'          |
| 2.           | 1946. április 14.    | Bécs, Práter stadion      | Ausztria     | 3 – 2        | Magyarország | barátságos   | 1            | 6'           |
|              | Összesen             |                           |              | 2            | mérkőzés     |              | 2            | gól          |